# Sztaskóc
Sztaskóc (szlovákul: Staškovce, ukránul: Sztaskivci) község Szlovákiában, az Eperjesi kerületben, a Sztropkói járásban. Kis- és Nagytavas egyesítésével jött létre.

## Fekvése
Sztropkótól 14 km-re északkeletre fekszik.

## Története
A települést 1400 körül soltész alapította és ruszin lakossággal telepítette be. Első írásos említése 1414-ben történt. 1427-ben 15 háztartása volt és a sztropkói uradalomhoz tartozott. 1600 körül malom és öt ház állt Sztaskócon. 1715-ben 9, 1720-ban 5 adózó háztartása volt.
A 18. század végén Vályi András így ír róla: „SZTASKÓCZ. Orosz falu Zemplén Várm. földes Ura Jékelfalusy Uraság, lakosai egygyesűlt ó hitüek, fekszik n. k. Havojhoz 1, dél. Makoczhoz 1/2, n. ny. Gribovhoz 1 1/2, é. Vladicsához fél órányira; határja 2 nyomásbéli, zabot, és krompélyt terem, földgye hegyes, kőszíklás, agyagos, erdeje, szőleje nints.”
Fényes Elek 1851-ben kiadott geográfiai szótárában így ír a faluról: „Sztaskócz, orosz falu, Sáros vmegyében, Zemplén vmegye szélén, 3 romai, 158 gör. kath. lak. F. u. Dessewffy. Ut. p. Alsó-Komarnyik.”
1863-ban 314 lakosa volt, többségben görögkatolikus ruszinok. A 20. század elején a korábbi Sztaskóc már két falura oszlik: Kis- és Nagytavasra.
A két község 1960-ban egyesült újra a korábbi Sztaskóc néven.

## Népessége
| Év:            | 1994. | 2004.   | 2014.   | 2024.  |
| -------------- | ----- | ------- | ------- | ------ |
| Emberek száma: | 275   | 277     | 250     | 236    |
| Eltérés:       |       | +0,72 % | -9,74 % | -5,6 % |

| Év:            | 2023. | 2024.   |
| -------------- | ----- | ------- |
| Emberek száma: | 242   | 236     |
| Eltérés:       |       | -2,47 % |

2001-ben 281 lakosából 205 szlovák, 59 ruszin és 11 cigány volt.
2011-ben 255 lakosából 173 szlovák, és 62 ruszin.

## Nevezetességei
Szent Demeter tiszteletére szentelt, görögkatolikus temploma 1903-ban épült neobarokk stílusban.

## Lásd még
- Kistavas
- Nagytavas